# Yōhei Sakai
Yōhei Sakai (japanisch 坂井 洋平 Sakai Yōhei; * 10. April 1986 in der Präfektur Kanagawa) ist ein ehemaliger japanischer Fußballspieler.

## Karriere
Sakai erlernte das Fußballspielen in der Jugendmannschaft von Yokohama F. Marinos. Seinen ersten Vertrag unterschrieb er 2004 bei Yokohama F. Marinos. Der Verein spielte in der höchsten Liga des Landes, der J1 League. 2005 wechselte er zum Zweitligisten Yokohama FC. 2006 wurde er mit dem Verein Meister der J2 League und stieg in die J1 League auf. Für den Verein absolvierte er 15 Ligaspiele. Danach spielte er bei SC Sagamihara. 2012 wechselte er zum Zweitligisten Mito HollyHock. Für den Verein absolvierte er sechs Ligaspiele. 2013 wechselte er zum Ligakonkurrenten Thespakusatsu Gunma. Für den Verein absolvierte er 71 Ligaspiele. 2016 wechselte er zum Drittligisten SC Sagamihara. Für den Verein absolvierte er 26 Ligaspiele.

## Erfolge
Yokohama F. Marinos
- J1 League

Meister: 2004